# هکلر و کخ ایکس‌ام۸
هکلر و کخ ایکس‌ام۸ (به انگلیسی: Heckler & Koch XM8) یک نوع تفنگ تهاجمی ساخت شرکت هکلر و کخ است.این اسلحه نسخه بروزرسانی شده G36است این اسلحه در سال ۲۰۰۲طراحی شد-یک سال بعد(۲۰۰۳) تولید آن آغاز شد و از هفت سال بعد(۲۰۱۰)در خدمت بعضی از ارتش ها و بقیه نیرو های دولتی و غیر دولتی استفاده میشود.